# 4823 Libenice
A 4823 Libenice (ideiglenes jelöléssel 1986 TO3) a Naprendszer kisbolygóövében található aszteroida. Antonín Mrkos fedezte fel 1986. október 4-én.